# Gabriel Ordinas Marcé
Gabriel Ordinas Marcé (Santa Maria del Camí, 1963). Geògraf.
Excursionista i muntanyenc, va ser secretari del GEM (Grup Excursionista de Mallorca). El 1990 es llicencià en geografia a la Universitat de les Illes Balears. Tècnic de patrimoni del Consell de Mallorca. Ha publicat articles en revistes especialitzades i ha col·laborat en la Gran Enciclopèdia de Mallorca. És autor i coautor de diverses obres sobre el medi i la geografia de la Serra Tramuntana, possessions, itineraris i d'estudi d'elements etnològics i patrimonials.

## Obres
- "Mapa toponímic des Tossals Verds". Amb Antoni Ordinas Garau i Antoni Reynés Trias.
- "Els forns de calç a Santa Maria del Camí" (1995).
- "Es Tossals Verds, nom per nom" (1995). Amb Antoni Ordinas Garau i Antoni Reynés Trias.
- "El camí vell de Lluc" (1998). Amb Antoni Ordinas Garau i Antoni Reynés Trias.
- "Son Fortuny, nom per nom" (1999). Amb Antoni Ordinas Garau i Antoni Reynés Trias;
- "Els pous comuns del Raiguer" (2000).
- "Guia de la Mancomunitat de Tramuntana. Banyalbufar, Esporles, Estellencs, Puigpunyent: itineraris, passejades i visites urbanes (2002). Amb Antoni Reynés Trias i la col·laboració de Tomàs Vibot Railakari.
- "Sóller, Mallorca. Caminant entre el mar i la muntanya" (2003). Amb Antoni Reynés Trias.
- "Soller, Mallorca. Randonnée entre mer et montagne" (2003). Amb Antoni Reynés Trias.
- "Soller, Mallorca. Wandern zwischen meer und gebirge" (2003). Amb Antoni Reynés Trias.
- "Soller, Mallorca. Walking bedtween the mountains and the sea" (2003). Amb Antoni Reynés Trias.
- "Soller, Mallorca. Caminando entre el mar y la montaña" (2003). Amb Antoni Reynés Trias.
- "Son Amer, nom per nom" (2005). Amb Antoni Ordinas Garau i Antoni Reynés Trias.
- "Sa Comuna de Caimari. L'home i el bosc" (2006). Amb Antoni Ordinas Garau i Antoni Reynés Trias.
- "Guia patrimonial del Raiguer: Alaró, Binissalem, Búger, Campanet, Consell, Inca, Lloseta, Mancor de la Vall, Marratxi, Santa Maria del Camí, Selva" (2007). Amb Marina Crespí Gómez, Maria de la Mar Gaita Socias i altres.
- "Arquitectura tradicional i entorn construït en la Mallorca rural" (2008).
- "La costa d'Escorca" (2014). Amb Antoni Ordinas Garau i Antoni Reynés Trias.
- "Les possessions de Santa Maria del Camí" (2018). Amb Tomàs Vibot i Mateu Morro.